# Master of None
Master of None est une série télévisée américaine comique en 25 épisodes d'environ 30 minutes créée par Aziz Ansari et Alan Yang, et diffusée le 6 novembre 2015, le 12 mai 2017 et le 23 mai 2021 sur Netflix, y compris dans les pays francophones.
Le titre de la série est tiré de l'expression anglaise « Jack of all trades, master of none », qui se dit d’une personne ayant des compétences multiples mais sans talent spécifique pour aucune.
La série a été récompensée par trois Emmys et un Golden Globes.

## Synopsis
L'histoire raconte le quotidien banal de Dev, un acteur pour publicités, trentenaire, vivant à New York. On y suit ses histoires d’amour et l'évolution de sa carrière cinématographique. La série aborde des sujets de société, comme l’immigration, les personnes âgées, la diversité dans le cinéma, le racisme et les relations amoureuses/sexuelles.

## Distribution

### Acteurs principaux
- Aziz Ansari (VF : Benjamin Gasquet) : Dev Shah
- Lena Waithe (VF : Virginie Emane) : Denise
- Naomi Ackie (VF : Aurélie Konaté) : Alicia
- Noël Wells (VF : Kelly Marot) : Rachel
- Eric Wareheim (VF : Xavier Fagnon) : Arnold Baumheiser
- Kelvin Yu (en) (VF : Stéphane Pouplard) : Brian Cheng
- Alessandra Mastronardi (VF : Nadine Girard) : Francesca

### Acteurs secondaires
- Todd Barry : Todd
- Colin Salmon (VF : Gilles Morvan) : lui-même
- H. Jon Benjamin (VF : Philippe Vincent) : Benjamin
- Leonard Ouzts : Lawrence
- Shoukath  Ansari (VF : Marc Perez) : Ramesh Shah
- Fatima Anzari (VF : Anne Plumet) : Nisha Shah
- Danielle Brooks (VF : Juliette Poissonnier) puis (VF : Aurélie Fournier) : Shannon
- Bobby Cannavale (VF : Constantin Pappas) : le chef Jeff
- Ilfenesh Hadera (VF : Christèle Billault) : Lisa
- Ravi Patel (VF : Franck Sportis) : Ravi
- Condola Rashad (VF : Armelle Gallaud) : Diana

### Acteur invités
- Claire Danes (VF : Caroline Victoria) : Nina Stanton
- Noah Emmerich (VF : Guillaume Orsat) : Mark
- David Krumholtz : Nathan
- Angela Bassett (VF : Maïk Darah) : Catherine, la mère de Denise
- Kym Whitley : Joyce, la tante de Denise
- John Legend : lui-même
- Raven-Symoné (VF : Barbara Tissier) : elle-même
- Riccardo Scamarcio : Pino
- Clare-Hope Ashitey (VF : Audrey Sourdive) : Sara

 Source et légende : version française (VF) sur RS Doublage

## Production
En avril 2015, Netflix a commandé dix épisodes sans passer par un pilote. À la fin juillet 2015, la distribution est annoncée, ainsi que la date de diffusion.
En avril 2021, une troisième saison — centrée sur Denise, personnage interprété par Lena Waithe — est annoncée. Elle est mise en ligne le 23 mai 2021, soit quatre ans après la saison 2. Le tournage de la saison 3 a notamment été interrompu début 2020, en raison de la Pandémie de Covid-19.

### Tournage
La saison 1 a été tournée majoritairement à New York. La saison 2, quant à elle, prend place à la fois à New York et en Italie. Des scènes ont notamment été tournées dans les villes de Pienza et Bergame, ainsi que dans la région de Pouilles et sur la côte amalfitaine. La saison 3 a été filmée à Londres et dans les alentours.

### Fiche technique
- Titre original et français : Master of None
- Création : Aziz Ansari, Alan Yang
- Réalisation : Aziz Ansari, Eric Wareheim, James Ponsoldt, Lynn Shelton, Melina Matsoukas, Alan Yang
- Scénario : Leslie Zak, William Meny, Devin Smith, Alessandro Riconda, Parker Hull, Julia Croon, Aimee Bell, Lashawn Garnes
- Musique : Joe Wong, Didier Leplae
- Décors : Jasmine E. Ballou
- Costumes : Dana Covarrubias
- Photographie : Mark Schwartzbard
- Montage : Jennifer Lilly, Suzy Elmiger
- Production : Dave Becky, Harris Wittels, Amy Williams (II), Aziz Ansari, Henry Langstraat
- Casting : Cody Beke, Ben Harris,Theo Park
- Sociétés de production : Netflix, Universal Television, 3 Arts Entertainment
- Pays d'origine :  États-Unis
- Langue originale : anglais
- Genre : Comédie, sitcom
- Nombre de saisons : 3
- Nombre d'épisodes : 25
- Durée : 26–42 minutes
- Dates de première diffusion : 6 novembre 2015

## Épisodes

### Première saison (2015)
1. Plan B
2. La Deuxième Génération (Parents)
3. Alice la merveille (Hot Ticket)
4. Sauce curry (Indians on TV)
5. L'Amant (The Other Man)
6. Nashville
7. Le Champion (Ladies and Gentlemen)
8. Les Anciens (Old People)
9. Matins (Mornings)
10. Rideau (Finale)

### Deuxième saison (2017)
Le 11 février 2016, la série est renouvelée pour une deuxième saison, diffusée depuis le 12 mai 2017.
Après un séjour en Italie, Dev retourne à New York. Une nouvelle opportunité de carrière se présente à lui.
1. Le Voleur (The Thief)
2. Le Nozze
3. La Religion (Religion)
4. Premier rendez-vous (First Date)
5. Le Dîner (The Dinner Party)
6. New York, I Love You
7. La Porte no 3 (Door #3)
8. Thanksgiving
9. Amarsi un po'
10. Buona notte

### Troisième saison (2021)
La troisième saison est mise en ligne sur Netflix le 23 mai 2021. Elle a été co-écrite par Aziz Ansari et Lena Waithe, qui incarne Denise. Elle contient cinq épisodes, de 20 minutes à une heure. La saison est centrée sur la relation amoureuse de Denise et sa femme, incarnée par Alicia (Naomi Ackie). Le personnage principal de la série, Dev, n’apparaît qu’à travers quelques caméos dans cette saison.
Denise, désormais autrice à succès, vit à la campagne avec son épouse Alicia. À la suite d'un dîner avec Dev et sa nouvelle petite-amie, des tensions se révèlent.
1. Des moments d’amour : chapitre 1 (Moments in Love, Chapter 1)
2. Des moments d’amour : chapitre 2 (Moments in Love, Chapter 2)
3. Des moments d’amour : chapitre 3 (Moments in Love, Chapter 3)
4. Des moments d’amour : chapitre 4 (Moments in Love, Chapter 4)
5. Des moments d’amour : chapitre 5 (Moments in Love, Chapter 5)

## Influences
Pour cette série, Aziz Ansari s’inspire de sa propre vie. La série reprend des sujets évoqués dans ses spectacles de stand-up. Son père et sa mère jouent d’ailleurs leur véritable rôle. « Mon père était étonnamment très enthousiaste, ma mère ne voulait pas du tout le faire. » explique Aziz Ansari dans une interview.
Le premier épisode de la saison 2 est intégralement en noir et blanc et a lieu en Italie. Aziz Ansari y rend hommage au cinéma italien. Il fait notamment référence à La dolce vita de Fellini et à Le Voleur de bicyclette de Vittorio De Sica.
La troisième saison est inspirée de la série Scènes de la vie conjugale, du réalisateur suédois Ingmar Bergman.

## Nominations et récompenses
La série, plusieurs acteurs et l'équipe technique ont été nommés ou récompensés.
Golden Globes
| Année | Travail nommé  | Catégorie                                          | Résultat   |
| ----- | -------------- | -------------------------------------------------- | ---------- |
| 2016  | Aziz Ansari    | Meilleur acteur dans une série musicale ou comique | Nomination |
| 2018  | Aziz Ansari    | Meilleur acteur dans une série musicale ou comique | Lauréat    |
| 2018  | Master of None | Meilleure série télévisée musicale ou comique      | Nomination |

Primetime Emmy Awards
| Année | Travail nommé                                          | Catégorie                                                  | Résultat   |
| ----- | ------------------------------------------------------ | ---------------------------------------------------------- | ---------- |
| 2016  | Aziz Ansari et Alan Yang épisode Parents               | Meilleur scénario pour une série télévisée comique         | Nomination |
| 2016  | Master of None                                         | Meilleure série télévisée comique                          | Nomination |
| 2016  | Aziz Ansari                                            | Meilleur acteur dans une série télévisée comique           | Nomination |
| 2016  | Aziz Ansari épisode Parents                            | Meilleure réalisation pour une série télévisée comique     | Nomination |
| 2017  | Aziz Ansari et Lena Waithe épisode Thanksgiving        | Meilleur scénario pour une série télévisée comique         | Lauréat    |
| 2017  | Jennifer Lilly épisode The Thief                       | Meilleur montage pour une série télévisée comique          | Lauréat    |
| 2017  | Master of None                                         | Meilleure série télévisée comique                          | Nomination |
| 2017  | Aziz Ansari                                            | Meilleur acteur dans une série télévisée comique           | Nomination |
| 2017  | Angela Bassett                                         | Meilleure actrice invitée dans une série télévisée comique | Nomination |
| 2017  | Cody Beke, Teresa Razzauti, Netflix                    | Meilleur casting pour une série comique                    | Nomination |
| 2017  | Josh Berger et Michael Barosky épisode The Diner Party | Meilleur mixage du son pour une série à caméra unique      | Nomination |
| 2017  | Zach Cowie et Kerri Drootin épisode Amarsi Un Po       | Meilleur supervision musicale                              | Nomination |

Screen Actors Guild Awards
| Année | Travail nommé | Catégorie                                        | Résultat   |
| ----- | ------------- | ------------------------------------------------ | ---------- |
| 2018  | Aziz Ansari   | Meilleur acteur dans une série télévisée comique | Nomination |

AFI Awards
| Année | Travail nommé  | Catégorie            | Résultat |
| ----- | -------------- | -------------------- | -------- |
| 2016  | Master of None | Programme de l'année | Lauréat  |
| 2018  | Master of None | Programme de l'année | Lauréat  |

African-American Film Critics Association
| Année | Travail nommé  | Catégorie                    | Résultat |
| ----- | -------------- | ---------------------------- | -------- |
| 2017  | Master of None | Top 10 des séries de l'année | 4e place |

Excellence in Production Design Award
| Année | Travail nommé | Catégorie             | Résultat   |
| ----- | ------------- | --------------------- | ---------- |
| 2018  | Amy Williams  | Série à caméra unique | Nomination |

Black Reel Awards for Television
| Année | Travail nommé    | Catégorie                                  | Résultat   |
| ----- | ---------------- | ------------------------------------------ | ---------- |
| 2017  | Angela Bassett   | Meilleure actrice invitée dans une comédie | Nomination |
| 2017  | Melina Matsoukas | Meilleure réalisation pour une comédie     | Nomination |

Critics' Choice Television Awards
| Année | Travail nommé          | Catégorie                                                              | Résultat   |
| ----- | ---------------------- | ---------------------------------------------------------------------- | ---------- |
| 2016  | Master of None         | Meilleure série télévisée comique                                      | Lauréat    |
| 2016  | Aziz Ansari            | Meilleur acteur dans une série télévisée comique                       | Nomination |
| 2018  | Alessandra Mastronardi | Meilleure actrice dans un second rôle dans une série télévisée comique | Nomination |
| 2018  | Aziz Ansari            | Meilleur acteur dans une série télévisée comique                       | Nomination |

Directors Guild of America Awards
| Année | Travail nommé | Catégorie                                    | Résultat   |
| ----- | --- | -------------------------------------------- | ---------- |
| 2017  | Aziz Ansari, Gwen Bialic, Igor Srubshchik, Christo Morse et Ellen Parnett épisode The Thief                                    | Meilleure réalisation pour une série comique | Lauréat    |
| 2017  | Melina Matsoukas, Gwen Bialic, Igor Srubshchik, Christo Morse, Ellen Parnett, Dustin Bewley et Julie Sage épisode Thanksgiving | Meilleure réalisation pour une série comique | Nomination |

Dorian Awards
| Année | Travail nommé  | Catégorie          | Résultat   |
| ----- | -------------- | ------------------ | ---------- |
| 2016  | Master of None | Comédie de l'année | Nomination |

GLAAD Media Awards
| Année | Travail nommé  | Catégorie         | Résultat   |
| ----- | -------------- | ----------------- | ---------- |
| 2016  | Master of None | Meilleure comédie | Nomination |

Gold Derby Awards
| Année | Travail nommé                                                 | Catégorie                                  | Résultat   |
| ----- | ------------------------------------------------------------- | ------------------------------------------ | ---------- |
| 2016  | Master of None                                                | Meilleure comédie                          | Nomination |
| 2016  | Claire Danes                                                  | Meilleure actrice invitée dans une comédie | Nomination |
| 2016  | Shoukath Ansari                                               | Meilleur acteur invité dans une comédie    | Nomination |
| 2016  | Aziz Ansari                                                   | Meilleur acteur dans un rôle principal     | Nomination |
| 2017  | Master of None                                                | Meilleure comédie                          | Nomination |
| 2016  | Angela Bassett                                                | Meilleure actrice invitée dans une comédie | Nomination |
| 2016  | Alan Yang, Aziz Ansari et Cord Jefferson New York, I Love You | Meilleur épisode de comédie                | Nomination |
| 2016  | Aziz Ansari                                                   | Meilleur acteur dans un rôle principal     | Nomination |
| 2017  | Melina Matsoukas, Aziz Ansari et Lena Waithe Thanksgiving     | Meilleur épisode de comédie                | Lauréat    |

Gotham Awards
| Année | Travail nommé  | Catégorie                      | Résultat   |
| ----- | -------------- | ------------------------------ | ---------- |
| 2016  | Master of None | Made in New York               | Lauréat    |
| 2016  | Master of None | Série révélation - long format | Nomination |

Guild of Music Supervisors Awards
| Année | Travail nommé               | Catégorie                                     | Résultat   |
| ----- | --------------------------- | --------------------------------------------- | ---------- |
| 2017  | Zach Cowie et Kerri Drootin | Meilleure supervision musicale pour une série | Nomination |

IGN Summer Movie Awards
| Année | Travail nommé  | Catégorie         | Résultat |
| ----- | -------------- | ----------------- | -------- |
| 2015  | Master of None | Meilleure comédie | Lauréat  |
| 2017  | Master of None | Meilleure comédie | Lauréat  |

Image Awards
| Année | Travail nommé                                   | Catégorie                            | Résultat   |
| ----- | ----------------------------------------------- | ------------------------------------ | ---------- |
| 2016  | Aziz Ansari épisode Parents                     | Meilleure direction pour une comédie | Nomination |
| 2016  | Alan Yang et Aziz Ansari épisode Parents        | Meilleur scénario pour une comédie   | Nomination |
| 2018  | Lena Waithe et Aziz Ansari épisode Thanksgiving | Meilleur scénario pour une comédie   | Nomination |
| 2018  | Aziz Ansari                                     | Meilleur acteur dans une comédie     | Nomination |

NAMIC Vision Awards
| Année | Travail nommé  | Catégorie | Résultat |
| ----- | -------------- | --------- | -------- |
| 2016  | Master of None | Comédie   | Lauréat  |

Online Film & Television Association Awards
| Année | Travail nommé  | Catégorie                              | Résultat   |
| ----- | -------------- | -------------------------------------- | ---------- |
| 2016  | Aziz Ansari    | Meilleur acteur dans une comédie       | Nomination |
| 2016  | Master of None | Meilleure réalisation pour une comédie | Nomination |
| 2016  | Master of None | Meilleur scénario pour une comédie     | Nomination |

Peabody Awards
| Année | Travail nommé  | Catégorie                                   | Résultat |
| ----- | -------------- | ------------------------------------------- | -------- |
| 2016  | Master of None | Programme de divertissement et pour enfants | Lauréat  |

Producers Guild of America Awards
| Année | Travail nommé  | Catégorie                                            | Résultat   |
| ----- | -------------- | ---------------------------------------------------- | ---------- |
| 2018  | Master of None | Meilleur producteur pour une série télévisée comique | Nomination |

Satellite Awards
| Année | Travail nommé  | Catégorie                                                    | Résultat   |
| ----- | -------------- | ------------------------------------------------------------ | ---------- |
| 2016  | Master of None | Meilleure série télévisée musicale ou comique                | Nomination |
| 2017  | Aziz Ansari    | Meilleur acteur dans une série télévisée musicale ou comique | Nomination |

Television Critics Association Awards
| Année | Travail nommé  | Catégorie                              | Résultat   |
| ----- | -------------- | -------------------------------------- | ---------- |
| 2016  | Aziz Ansari    | Réussite individuelle dans une comédie | Nomination |
| 2016  | Master of None | Meilleur nouveau programme             | Nomination |
| 2016  | Master of None | Meilleure série comique                | Nomination |
| 2017  | Master of None | Meilleure série comique                | Nomination |
| 2017  | Aziz Ansari    | Réussite individuelle dans une comédie | Nomination |

Writers Guild of America Awards
| Année | Travail nommé  | Catégorie         | Résultat   |
| ----- | -------------- | ----------------- | ---------- |
| 2018  | Master of None | Meilleure comédie | Nomination |